# Debbie Ferguson-McKenzie
Debbie Ferguson-McKenzie (Sinh ngày 16 tháng 01 năm 1976) là một vận động viên điền kinh người Bahamas, chuyên gia về nội dung 100 m và 200 m.
Năm 1995, cô đã được trao Austin Sealy Trophy cho vận động viên xuất sắc nhất của CARIFTA Games 1995. Tổng cộng, cô đã giành được 7 huy chương vàng, 9 bạc và 2 huy chương đồng tại CARIFTA Games.
Cô đã có những thành công lớn đầu tiên của mình với đội Bahamas nội dung 4 × 100 mét tiếp sức, giành chiến thắng tại Đại hội Thể thao Liên châu Mỹ, Giải vô địch thế giới về điền kinh năm 1999 và giành thêm huy chương vàng tại Thế vận hội năm sau. Cô đã giành huy chương vàng cá nhân đầu tiên tại Giải vô địch điền kinh thế giới 2001 - ban đầu giành huy chương vàng bạc, đến khi Marion Jones sau đó đã bị loại.
Mùa giải 2002 là một năm thành công trong sự nghiệp cho Ferguson-McKenzie: cô đã giành được năm huy chương vàng với chiến thắng tại Giải vô địch Điền kinh Thế giới IAAF và Chung kết điền kinh thế giới IAAF nội dung 100 m và 200 m và tiếp theo là huy chương vàng tại Đại hội thể thao Khối Thịnh vượng chung 2002. Thành tích nội dung 100 m của cô vẫn là một thành tích  tốt nhất và thời gian hoàn thành nội dung 200 m của cô lập tại Đại hội thể thao Khối Thịnh vượng chung nhanh nhất so với bất kỳ vận động viên nào trong năm đó. Cô giành được huy chương Olympic cá nhân duy nhất của mình vào năm 2004 và đoạt một huy chương đồng khác trong nội dung 200 m. Chấn thương đã khiến cô ấy không thể thi đấu trong cả năm 2005. Cô đã không vào được trận chung kết tại [Giải vô địch thế giới về điền kinh 2007, không thể cạnh tranh với thế hệ vận động viên mới của Mỹ và Jamaica. Tuy nhiên, cô đã lọt vào vòng chung kết 100 và 200 m tại Thế vận hội Bắc Kinh 2008.
Cô ấy là người giữ kỷ lục quốc gia 200 m; trước đó với thời gian tốt nhất là 22,19 giây. Kỷ lục của cô đã bị phá vỡ bởi Shaunae Miller-Uibo (22.05 giây) tại giải Grand Prix năm 2016 tổ chức ở Jamaica. Thành tích 100 m tốt nhất của cô là (10.91 giây) nhanh thứ hai sau một vận động viên Bahamas khác Chandra Sturrup.
Năm 2014, Ferguson-McKenzie trở thành huấn luyện viên chạy nước rút và vượt rào nữ tại Đại học Houston.